# شدت تابش
شدت تابش یا نیرومندی در رادیومتری، به کمیت فیزیکی گفته می‌شود که میزان کل انرژی الکترومغناطیسی دریافتی یا ساطع‌شده از یک‌منبع تابش در واحد زمان و بر واحد زاویه فضایی نمایش می‌دهد.
واحد این کمیت در سیستم بین‌المللی یکاها W/sr و معادله ابعادی آن همان معادله ابعادی کمیت توان می‌باشد معمولاً از نماد Iبرای نمایش آن استفاده می‌شود.
اگر شار تابشی را با Φ نمایش دهیم به زبان حسابان کمیت شدت تابش را معادله I=dΦ/dΩ توصیف می‌کند که در آن Ω نمایانگر زاویه فضایی است.
معادل این کمیت در نورسنجی با یک شاخص نوری که نمایشگر بخشی از انرژی موسوم به طیف مریی انرژی الکترومغناطیس یا همان نور است متمایز می‌شود مانندI v.
واحد اندازه‌گیری کمیت اخیر با توجه به قراردادهای سیستم بین‌المللی آحاد اندکی متفاوت و یکی از کمیت های اصلی اندازه گیری در فیزیک بنام کاندلا با علامت اختصاری cd است که شدت نور نامگذاری می‌شود.